# Odontotrypes sabde
Odontotrypes sabde es una especie de coleóptero de la familia Geotrupidae.

## Distribución geográfica
Habita en Sichuan (China).